# Sghnakh
Sghnakh (in armeno Սղնախ ?) o Sighnag (in azero Sığnax) è una comunità rurale del distretto di Xocalı in Azerbaigian, facente parte fino al 2020 della regione di Askeran nella repubblica di Artsakh (fino al 2017 denominata repubblica del Nagorno Karabakh).
Nel 2005 contava poco più di duecento abitanti e sorge in zona montuosa nella parte più meridionale della regione.

## Storia
Dopo la Prima guerra del Nagorno Karabakh, il villaggio è stato amministrato come parte della regione di Askeran della Repubblica separatista dell'Artsakh. Il villaggio è stato catturato dall'Azerbaigian il 9 novembre 2020 durante la guerra del Nagorno Karabakh del 2020. All'inizio del luglio 2021, le immagini satellitari diffuse da Caucasus Heritage Watch, un gruppo di vigilanza composto da ricercatori dall'Università Purdue e Cornell, rivelarono che un cimitero armeno risalente al diciottesimo secolo sarebbe stato raso al suolo per far posto a una nuova strada. Questo lo renderebbe il secondo cimitero storico distrutto lungo la nuova strada Fuzuli-Shusha, dopo Mets T'agha. strada, dopo Mets T'agher/Böyük Tağlar.

## Monumenti e luoghi d'interesse
I siti del patrimonio storico nel villaggio e nei suoi dintorni includono la chiesa ottocentesca di Surb Astvatsatsin (in armeno Սուրբ Աստվածածին, "Santa Madre di Dio"), un cimitero ottocentesco e un monumento a sorgente costruito nel 1949.